# Kurikka
Kurikka è una città finlandese di 19890 abitanti, situata nella regione dell'Ostrobotnia Meridionale.
La superficie è di 913,45 km², di cui 7,79 km² di acque. La densità è di 16,09 abitanti/km².